# 238 a.C.

## Eventos
- Tibério Semprônio Graco e Públio Valério Falto, cônsules romanos.
- Córsega e Sardenha torna-se a segunda província romana, sob controle propretorial.